# Annalisa Farrell
Pour les articles homonymes, voir Farrell.
Annalisa Farrell, née le 23 janvier 1966 est une coureuse cycliste néo-zélandaise, double championne de Nouvelle-Zélande de course en ligne  en 1999 et 2002.

## Palmarès sur route
| - 1998 - 2e du championnat de Nouvelle-Zélande du contre-la-montre - 1999 - Médaillée d'or du championnat du Sud-Pacifique du contre-la-montre - Championne de Nouvelle-Zélande sur route - Championne de Nouvelle-Zélande contre-la-montre - 2000 - Le Race - 2e du championnat de Nouvelle-Zélande du contre-la-montre - 2001 - 2e du championnat de Nouvelle-Zélande du contre-la-montre | - 2002 - Championne de Nouvelle-Zélande sur route - 2e de Le Race - 3e du championnat de Nouvelle-Zélande du contre-la-montre - 2004 - 2e du championnat de Nouvelle-Zélande du contre-la-montre - 2005 - Le Race |

## Palmarès sur piste

### Championnats du monde
- Manchester 2000
  - 12e de la poursuite

### Championnats d'Océanie
| Édition / Épreuve | Poursuite |
| Melbourne 2004    | Argent    |

### Jeux sud-Pacifique
- Guam 1999
  -  Médaillée d'or de la poursuite

### Championnats nationaux
| - 1999 - 2e de la poursuite - 2001 - Championne de Nouvelle-Zélande de poursuite | - 2002 - 2e de la poursuite |